# Tavle
 For alternative betydninger, se Tavle (flertydig). (Se også artikler, som begynder med Tavle)
Tavle (eller den "sorte tavle") er den plade, som man med kridt kan skrive eller tegne på. De er populære inden for matematiske eller tekniske universiteter, og anvendes stadig i grundskolen i mange dele af verden.
Den sorte tavle levede længe med dette udtryk på trods af, at den ofte var mørkegrøn. Tavlen er en enkel løsning, men har ofte fået konkurrence af morderne alternativer som whiteboard og andre interaktive tavler.
Tavler har traditionelt været fremstillet af skifer, men der findes også særlig tavlelak, som kan give en ordinær glat væg lignende egenskaber. Der findes desuden forskellige porcelænsemaljer, som er egnede til tavlebrug.

## Eksterne links
- Wikimedia Commons har flere filer relateret til Tavle